# Валя Кузьмина
Ва́ля Кузьмина́ (рум. Valea Cosminului) — село в Україні, у Волоківській сільській громаді Чернівецького району Чернівецької області. Місце масового відпочинку мешканців Чернівців.
Буровими свердловинами відкрито підземні горизонти мінеральної столово-лікувальної води «Валя Кузьминська»: Мінеральна вода «Валя-Кузьминська-1», Мінеральна вода «Валя Кузьминська-2», Мінеральна вода «Турбаза Буковина».

## Географія
Розташоване в долині річки Невільниці (назва села в перекладі з румунської — «долина Кузьмина»). У верхів'ї річки створено штучне озеро. На його березі розташовані туристична база «Буковина» (тепер не діє) та розважально-відпочинковий комплекс «Зелений Гай».

## Герб
Щит із зеленою увігнутою базою розтятий лазуровим і червоним. У першій частині підвищена срібна літера "К". У другій частині підвищений перекинутий срібний меч із золотим руків'ям, поверх якого дві золоті лаврові гілки, покладені в косий хрест. Поверх усього золоте дерево з вирваним корінням.

## Історія

### Спадщина літописного Козмина
Назва Валя Кузьмина відображає історичний зв'язок села з поселенням Козмин, що засвідчене в історичних джерелах XIV – XVIII століть. Найчастіше Козмин згадується у численних літописах і  хроніках у зв’язку із битвою 1497 року між військами польського короля Яна Ольбрахта і  молдавського господаря Штефана Великого. 
Деякі дослідники битви вважали, що Козмин розміщувався на правому березі річки Дереглуй, неподалік впадіння у неї Невільниці, тобто на території нинішнього села Валя Кузьмина. За свідченням місцевих мешканців, про давній Козмин нагадувало однойменне поля, що знаходилося неподалік  злиття Невільниці з  Дереглуєм. 
Згідно з новітніми краєзнавчими дослідженнями, що ґрунтуються на аналізі межового опису Козмина від 1488 року, історичний Козмин розміщувався між селами Кучур (Великий Кучурів), Чернівці і Луковиця. Його територія була окреслена зовнішніми межами сіл Коровія, Чагор і Молодія і не поширювалася на долину Невільниці.  
Серед межових знаків 1488 року згадується поле, через яке пролягала південно-східна межа Козмина. Воно було розміщене на  правому березі Дереглую,  між  руслом річки і лісом, який названий «Буковиною». Можливо, що понад століття тому саме це поле вважали місцеві мешканці  «Козминським» (Cosminului). 
Власне населений пункт під назвою Козмин був розміщений  поблизу міжнародного торговою шляху, що відомий як Старий Берладський шлях,  Цілком ймовірно, що з історичним Козмином пов’язана  назва урочище «Селеще», що локалізується між нинішніми Чагром і Коровією, неподалік потоку Коровія, У давні часи «селищами» часто називали запустілі поселення, місця, де колись було село.  

### Історична територія
Історичні документи свідчать, що нинішня територія Валі Кузьмина до 1774 року належала трьом сусіднім поселенням – Новоселиці (суч. Круп'янське),  Поляні Грабовій (зникле поселення, що розміщувалося неподалік Новоселиці), і Трестяні (суч. Димка). У зв’язку з тим, що після входження Буковини до складу Австрійської імперії населені пункти Новоселиця і Поляна Грабова опинилися по той бік австрійсько-турецького кордону, землі по обох берегах річки Невільниці і в районі її витоків були приєднані до села (громади) Молодія.
Над річкою Невільницею постала німецька колонія Францталь (Franzthal = Долина Франца), названа так на честь австрійського імператора Франца ІІ, який мандрував цією місцевістю .  А біля впадіння Невільниці у річку Дереглуй розвинувся  присілок Дереглуй. Згідно з австрійським переписом населення від 1890 року, у  цих присілках мешкало відповідно 106 і 184  особи.
У період входження краю до складу королівської Румунії (1918-1940) Францталь і Дереглуй були об’єднані в одну громаду (комуну)  під назвою «Valea Cosminului» (Долина Козмина).   У радянський період назва трансформувалася у «Валя Кузьмина». 
Розвитку поселень Францталь і Дереглуй в австрійську добу сприяло спорудження нового загальнодержавного шляху, що проліг долиною Невільниці, сполучаючи  Чернівці з Серетом. Давніший торговельний шлях, що відомий  також як «велика дорога» від Чернівців,  обходив долину Невільниці із заходу. Він вів від устя Невільниці через Кузьминський ліс до села Михучани (Михайлівки), а далі через  Димку і Глибоку до бродів на річках Серет і Малий Серет.  
Цим давнім маршрутом, але в зворотному напрямку, відступало військо  польського короля  Яна Ольбрахта після невдалої спроби захопити Сучавську фортецю. 26 жовтня 1497 року  молдавський господар  Штефан Великий влаштував засідку у лісі поблизу села Козмин і завдав противникові нищівної поразки.
Ця битва ввійшла в історію як «Битва біля Козмінського лісу» або «Битва у Козминському лісі».  Проте найдавніші молдавські літописи, укладені ченцями Бистрицького і Путнянського монастирів, називаються цей ліс Козминською Буковиною («Козминова Буковина»).

### Переказ про битву у Козминському лісі
26 жовтня 1497 року у лісі біля села відбулась битва, у якій зійшлися польські та молдавські війська. Передісторія битви така. Польський король Ян I Ольбрахт мав намір посадити на молдовський престол свого брата Сигізмунда: Молдавія розглядалася як зручний плацдарм для майбутніх воєн з Османською імперією. Польська армія нараховувала близько 60 тисяч чоловік (за іншими даними, навіть 80 тис.), з них від 5 до 10 тисяч були шляхтичі Речі Посполитої і Великого князівства Литовського. Спочатку все ніби йшло добре: війська Яна Ольбрахта взяли в облогу фортецю в Сучаві, де заховався Штефан III Великий. Облога тривала чотири місяці — але не принесла результатів. В таборі поляків почалися хвороби. Коли військо Яна Ольбрахта пішло через гори в напрямку своїх домів, Стефан зі своїми людьми (близько 22 тисяч вояків) напав на них біля лісу боярина Козьмина. 5000 гарно озброєних шляхтичів відразу потрапило в пастку: їхні лати і коні були гарними помічниками на полі битви, але не у лісі. За переказами, молдавани, більшість з яких не мала не те що лат — зброї, почали вирубувати дерева у лісі, кидаючи їх на супротивників, розділивши польське військо на невеликі, не поєднані між собою загони — і добиваючи його польськими ж мечами, які губили шляхтичі. Ті з поляків і литвинів, хто вижив, втекли за Прут, у напрямку Львова. Інші ж або полягли, або потрапили в полон. Пізніше поле битви Стефан наказав розчистити і засадити дібровою. З посаджених молдованами дубів начебто залишився лише один — той, який зараз і носить ім'я господаря Молдови Стефана.

### Сучасний розвиток
З 24 серпня 1991 року село входить до складу незалежної України.
17 липня 2020 року, в результаті адміністративно-територіальної реформи та ліквідації Глибоцького району, село увійшло до складу Чернівецького району.

## Населення
Національний склад населення за даними перепису 1930 року у Румунії:
| Національність | Кількість осіб | Відсоток |
| -------------- | -------------- | -------- |
| румуни         | 709            | 51,15 %  |
| німці          | 491            | 35,43 %  |
| українці       | 142            | 10,25 %  |
| євреї          | 19             | 1,37 %   |
| росіяни        | 11             | 0,79 %   |
| поляки         | 11             | 0,79 %   |
| вірмени        | 2              | 0,14 %   |
| чехи, словаки  | 1              | 0,07 %   |

Мовний склад населення за даними перепису 1930 року:
| Мова       | Кількість осіб | Відсоток |
| ---------- | -------------- | -------- |
| румунська  | 700            | 50,51 %  |
| німецька   | 496            | 35,79 %  |
| українська | 146            | 10,53 %  |
| їдиш       | 19             | 1,37 %   |
| польська   | 12             | 0,87 %   |
| російська  | 11             | 0,79 %   |
| вірменська | 2              | 0,14 %   |

Більшість населення села — українці (54,18 %), потім румуни (35,14 %), молдовани (8,05 %) та росіяни (2,15 %).[джерело?]

### Мова
Розподіл населення за рідною мовою за даними перепису 2001 року:
| Мова            | Кількість | Відсоток |
| --------------- | --------- | -------- |
| українська      | 1010      | 54.18%   |
| румунська       | 805       | 43.19%   |
| російська       | 40        | 2.14%    |
| білоруська      | 3         | 0.16%    |
| болгарська      | 2         | 0.11%    |
| німецька        | 1         | 0.06%    |
| інші/не вказали | 3         | 0.16%    |
| Усього          | 1864      | 100%     |

## Історичні пам'ятки
Вздовж колишнього австрійсько-румунського кордону збереглися окопи та укріплення. У селі є цвинтар-меморіал полеглим під час Першої світової війни, костел XVII століття.

## Пам'ятки природи
В околицях села — бл. 10 ботанічних та лісових пам'яток природи:
- Джерело (лісовий заказник)
- Віковий дуб (Дуб Штефана Третього)
- Вікова діброва (пам'ятка природи)
- Вісім берек (заповідне урочище)
- Вісім горіхів гікорі (пам'ятка природи)
- Ділянка дуба звичайного (пам'ятка природи)
- Ділянка лікарських рослин (пам'ятка природи)
- Насадження дуба звичайного (пам'ятка природи)
- Праліс дуба скельного (пам'ятка природи)
- Францталь (пам'ятка природи)